# Atlit (Palestyna)
Atlit (arab. عتليت) – nieistniejąca już arabska wieś, która była położona w Dystrykcie Hajfy w Mandacie Palestyny. Wieś została wyludniona i zniszczona podczas I wojny izraelsko-arabskiej, po ataku sił żydowskiej organizacji paramilitarnej Hagana w dniu 15 maja 1948.

## Położenie
Atlit leżała na przybrzeżnej nizinie nad brzegiem Morza Śródziemnego, w pobliżu podnóża masywu góry Karmel. Według danych z 1945 do wsi należały ziemie o powierzchni 9083 ha. We wsi mieszkało wówczas 660 osób.
| własność gruntów | powierzchnia gruntów [ha] |
| ---------------- | ------------------------- |
| Arabowie         | 15                        |
| Żydzi            | 5262                      |
| publiczne        | 3806                      |
| Razem            | 9083                      |

| Rodzaj użytkowanych gruntów | Arabowie [ha] | Żydzi [ha] |
| --------------------------- | ------------- | ---------- |
| uprawy nawadniane           | 11            | 1262       |
| uprawy zbóż                 | 247           | 3169       |
| nieużytki                   | 3563          | 707        |
| zabudowane                  | 0             | 124        |

## Historia

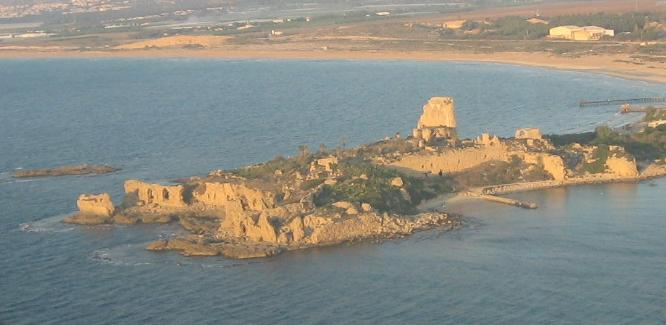
Ruiny zamku Krzyżowców w Atlit

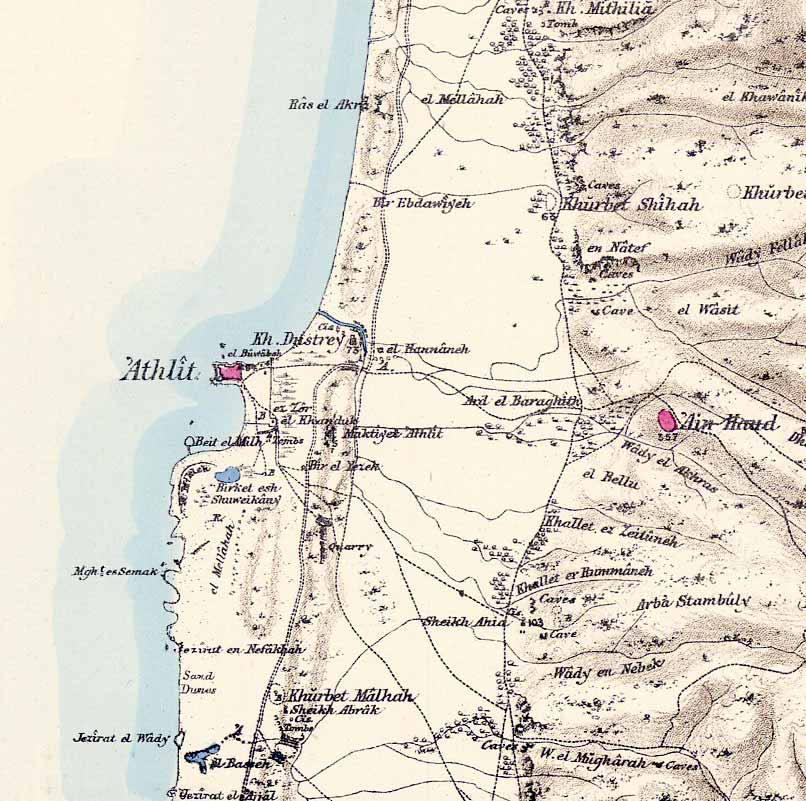
Lokalizacja Atlit na starej mapie z 1870

Wieś Atlit posiadała dużą naturalną zatokę, która idealnie nadawała się na port morski. Z tego powodu miejsce to było zamieszkane już w okresie kananejskim. Istniała tu osada, która nazywała się Qarta lub Certha. Później był to port Fenicjan. Według świadectwa biblijnego, w VIII i IX wieku p.n.e. port służył Królestwu Izraela. W okresie panowania hellenistycznego port nazywał się Adarus.
W XII wieku na tutejszym półwyspie wzniesiono największy i najsłynniejszy zamek Zakonu Templariuszy. Nazywano go Château Pèlerin (łac. Castrum Pelegrinorum; pol. Zamek Templariuszy lub Zamek Pielgrzyma). Jego budowa rozpoczęła się w 1218 i zastąpił on starszą twierdzę Le Destroit, która znajdowała się nieco dalej od wybrzeża. Przy jego budowie pomógł finansowo rycerz Walter z Avesnies, uczestnik V wyprawy krzyżowej. W pracach budowlanych pomagało wielu pątników i członków Zakonu Krzyżackiego. Zamek Château Pèlerin został wzniesiony na niewielkim wzniesieniu górującym nad tutejszą zatoką. Główna cytadela była otoczona dwoma liniami murów obronnych. Mury zewnętrzne miały około 15 metrów wysokości i 6 metrów grubości. Były one wzmocnione trzema kwadratowymi wieżami o wysokości 44 metrów. Przed murem wykopano rów o głębokości 2 metrów. Mury wewnętrzne miały około 30 metrów wysokości i 12 metrów szerokości. Były one wzmocnione dwoma kwadratowymi wieżami o wysokości około 34 metrów. Cytadela posiadała trzy studnie ze świeżą wodą. Do miasta prowadziły cztery bramy wjazdowe, a do wnętrza cytadeli prowadziły dwie bramy. Na okolicznych wzgórzach wybudowano dodatkową linię fortów obronnych, z których najważniejszym był H. Qarta. Podczas oblężenia załoga zamku wynosiła 4000 żołnierzy. Zamek zajmował dominującą pozycję nad całą okolicą, i czerpał z niej dochody w postaci opłat i ceł, które w pewnym stopniu pokrywały koszty funkcjonowania twierdzy. Atutem twierdzy był naturalny port, który zapewniał utrzymanie szlaku morskiego łączącego Ziemię Świętą z Europą. Zamek nigdy nie został zdobyty podczas oblężenia, ponieważ posiadał doskonałą lokalizację i mógł być zaopatrywany przez morze. W sierpniu 1220 był oblegany przez sunickiego sułtana Al-Mu'azzama. Po dwóch tygodniach oblężenia Muzułmanie odstąpili, nie wyrządzając zamkowi żadnej szkody. Zniszczony został wówczas fort H. Qarta. W 1229 cesarz Fryderyk II postanowił zająć zamek nagłym atakiem i w ten sposób narzucić swoją władzę całemu Królestwu Jerozolimskiemu. Jednak Templariusze, po wjechaniu cesarza do zamku, zamknęli za nim bramy. Cesarz pozostał ich więźniem dopóki nie wyrzekł się pretensji do zamku. W 1265 zamek był oblężony przez sułtana Bajbarsa. Dopiero po upadku w 1291 Akki i Królestwa Jerozolimskiego, Templariusze stracili uzasadnienie do dalszego utrzymywania zamku Château Pèlerin. Został on ewakuowany drogą morską w dniach między 3 a 14 sierpnia 1291.
Wkrótce po opuszczeniu zamku osiedlili się tutaj Arabowie. Powstała wówczas niewielka rybacka wieś Atlit. Zamek nie został zniszczony przez Arabów i pozostał w dobrym stanie do trzęsienia ziemi w 1837. Następnie jego ruiny zostały wykorzystane w 1840 jako źródło kamienia do odbudowy Akki. W 1880 tutejsza wieś liczyła 200 mieszkańców. W 1903 żydowskie organizacje syjonistyczne zakupiły od mieszkańców Atlit grunty pod założenie nowej osady rolniczej. Powstała ona w tym samym roku, chociaż niektóre źródła podają datę 1904. Nazywała się ona Atlit, tak samo jak sąsiednia arabska wieś.
Po 1918 brytyjskie władze Mandatu Palestyny potraktowały arabską i żydowską wieś jako jedną całość. W 1922 w pobliżu wioski utworzono baseny w celu pozyskiwania sali z wody morskiej. W 1938 w Atlit mieszkało 508 Arabów i 224 Żydów. W tym samym roku Brytyjczycy utworzyli na północ od wsi niewielką bazę wojskową, na której terenie 16 sierpnia 1939 oficjalnie utworzono centrum internowania dla nielegalnych imigrantów. Obóz stał się miejscem przymusowego pobytu wielu Żydów, którzy usiłowali uciec przed nazizmem w Europie i przedostać się nielegalnie do Ziemi Izraela. Obóz w Atlit działał do utworzenia niepodległego państwa Izrael w maju 1948.
Po 1940 nastąpiło gwałtowne zmniejszenie się liczebności arabskich mieszkańców. Wynikało to z faktu sprzedaży gruntów rolnych żydowskim organizacjom syjonistycznym. W ten sposób, w 1945 w Atlit żyło 660 mieszkańców, w tym 510 Żydów.
Przyjęta 29 listopada 1947 Rezolucja Zgromadzenia Ogólnego ONZ nr 181 przyznała te tereny państwu żydowskiemu. Na samym początku I wojny izraelsko-arabskiej w dniu 15 maja 1948 wieś Atlit zajęli żydowscy żołnierze Hagany. Wysiedlono wówczas jej mieszkańców, a wszystkie domy wyburzono.

## Miejsce obecnie
Teren wioski Atlit przejęła sąsiednia wieś komunalna Atlit.
Palestyński historyk Walid Chalidi, tak opisał pozostałości wioski Atlit:
„Nie zachowały się żadne ślady arabskich domów. Dworzec kolejowy wioski jest nadal w użyciu. Położone w okolicy więzienie było wykorzystywane w 1989 jako miejsce przetrzymywania więźniów libańskich i palestyńskich”.